# 西岸大区
西岸，位於紐西蘭南島西部的地方行政區。
位於南島西部週邊的地區，面積23276平方公里、人口在30,500人（2006年）。中心城市為葛雷茅斯（Greymouth）、人口約6,000人。
西岸區鄰塔斯曼海和南阿爾卑斯山脈地帶的地理位置，因山脈阻擋季風帶來的雨雲，造成該區含有大量的濕氣，所以雨量非常的多。

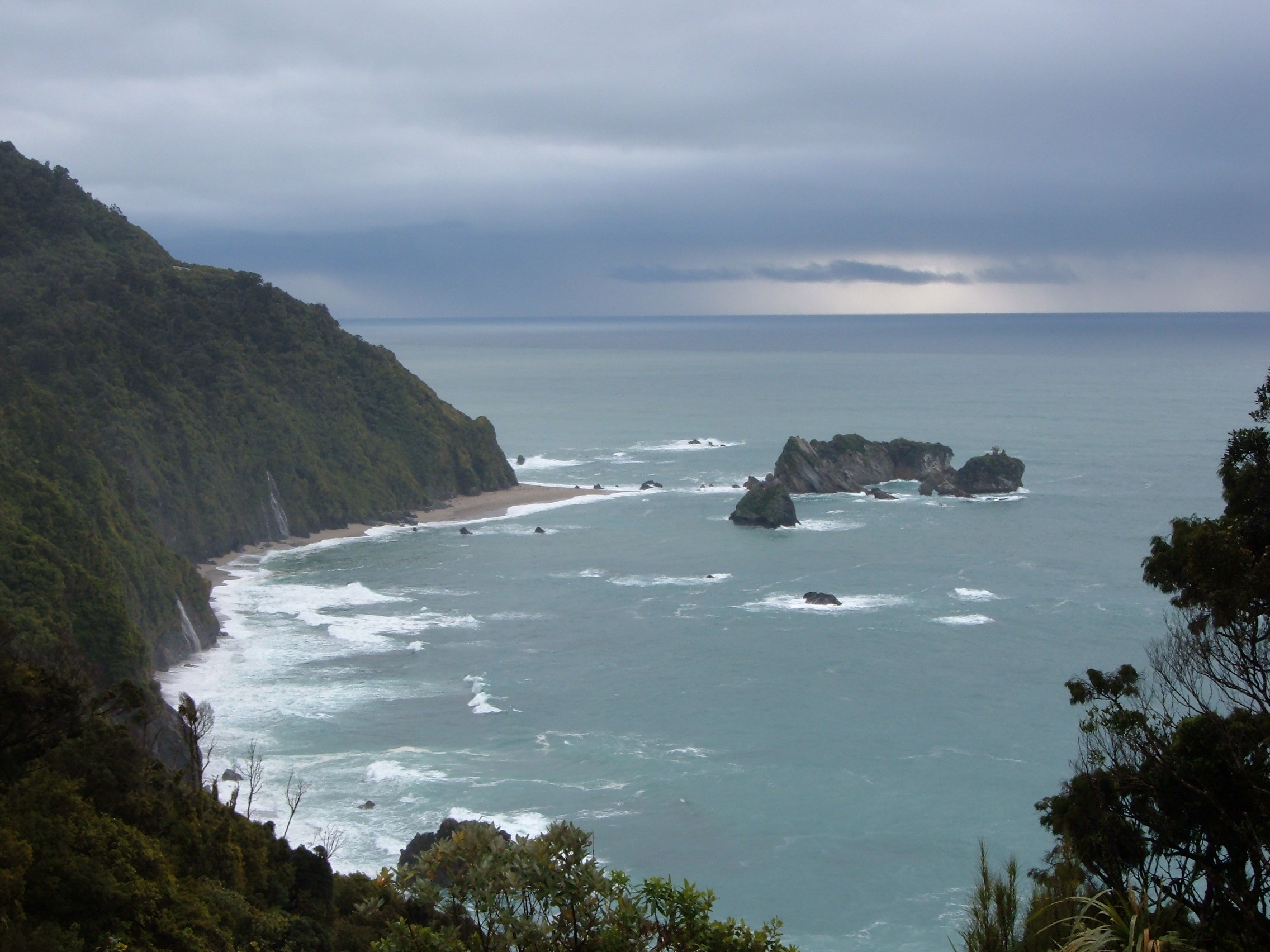
西岸地區蜿蜒曲折的海岸線